# Hồ Burdur
Hồ Burdur (tiếng Thổ Nhĩ Kỳ: Burdur Gölü) là một hồ nước mặn lớn tại Thổ Nhĩ Kỳ.

## Vị trí địa lý
Vị trí của hồ Burdur thuộc hai tỉnh Burdur và Isparta, ở tây nam Thổ Nhĩ Kỳ.

## Tổng quan
Sự hình thành của hồ bắt đầu cách đây 5 triệu năm. Hồ Burdur đã từng là một hồ nước ngọt trong một thời gian dài. Vào cuối thế Pleistocen, việc xâm nhập mặn và thu hẹp hồ bắt đầu, đây là một quá trình đang diễn ra cho đến ngày nay.
Kể từ năm 1975 đến năm 2002, mực nước của hồ đã giảm dẫn đến mất đi 27% diện tích hồ. Ngày nay, diện tích hồ ước tính dao động từ 140 km2 (54 dặm vuông Anh) đến 153 km2 (59 dặm vuông Anh). Lý do chính cho sự suy giảm này là các đập và ao được xây dựng trên các nguồn cung cấp nước chính cho hồ, như suối Bozcay. Ngoài ra, còn do hạn hán nghiêm trọng từ năm 1988 đến 1995 và đặc biệt là do việc sử dụng nước của nông dân địa phương chủ yếu từ các tầng ngậm nước.
Hồ Burdur là một trong những hồ lớn nhất và sâu nhất của Thổ Nhĩ Kỳ. Hồ có diện tích 250 km2 (97 dặm vuông Anh). Diện tích lưu vực là 6.150 km2 (2.370 dặm vuông Anh). Độ sâu trung bình là 40 m (130 ft) và chiều sâu tối đa là 110 m (360 ft).
Hồ có độ mặn và độ kiềm cao (pH 9.5), nước hồ không bao giờ bị đóng băng.

## Khu hệ sinh vật[2]
Hồ Burdur cũng là một vùng đất ngập nước quan trọng đối với nhiều loài chim và được công nhận là một khu Ramsar vào ngày 13 tháng 7 năm 1994.
Do hồ không bị đóng băng trong mùa đông, nên hồ là nơi trú ẩn vào mùa đông cho các loài chim, phổ biến nhất là loài vịt đầu trắng. Các loài thực vật thủy sinh không sống được do hàm lượng nước trong hồ có Natri sunfat và clo. Aphanius sureyanus (một loài cá) và Arctodiaptomus burduricus (một loài động vật giáp xác) là những loài đặc hữu của hồ Burdur.
Tuy nhiên, hệ sinh thái của hồ bị đe dọa bởi sự hiện diện của một khu công nghiệp và một sân bay gần phía bắc bờ hồ. Việc giảm mực nước, tăng trầm tích từ lở đất lưu vực, ô nhiễm từ chế biến thực phẩm, rác thải từ thành phố Burdur và nước thải từ việc khai thác mỏ lưu huỳnh là những nguyên nhân ảnh hưởng trực tiếp đến hệ sinh thái của hồ.